# Ilex verticillata
Ilex verticillata är en järneksväxtart som först beskrevs av Carl von Linné, och fick sitt nu gällande namn av Samuel Frederick Gray. Ilex verticillata ingår i släktet järnekar, och familjen järneksväxter. Inga underarter finns listade i Catalogue of Life.

## Bildgalleri

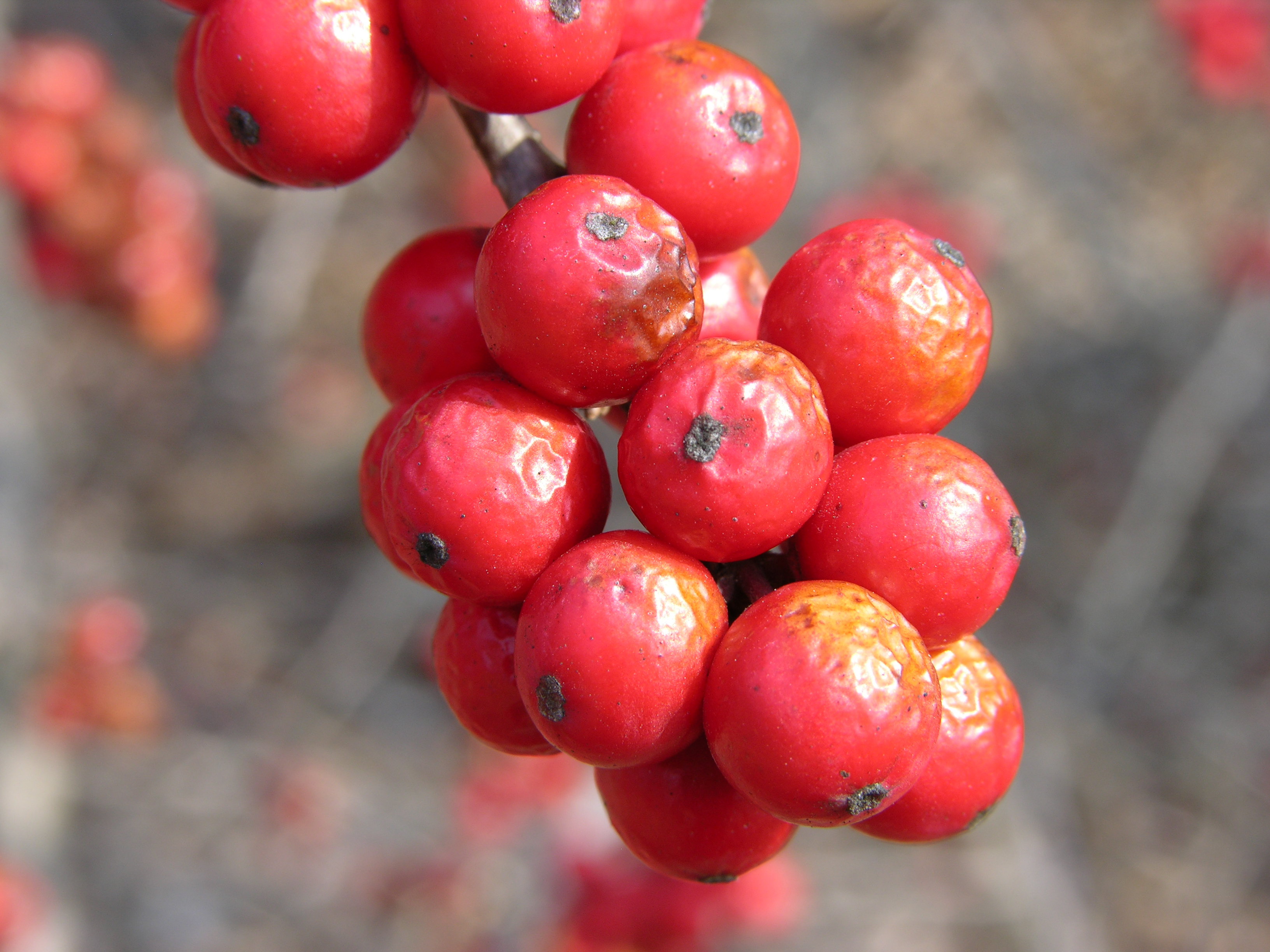
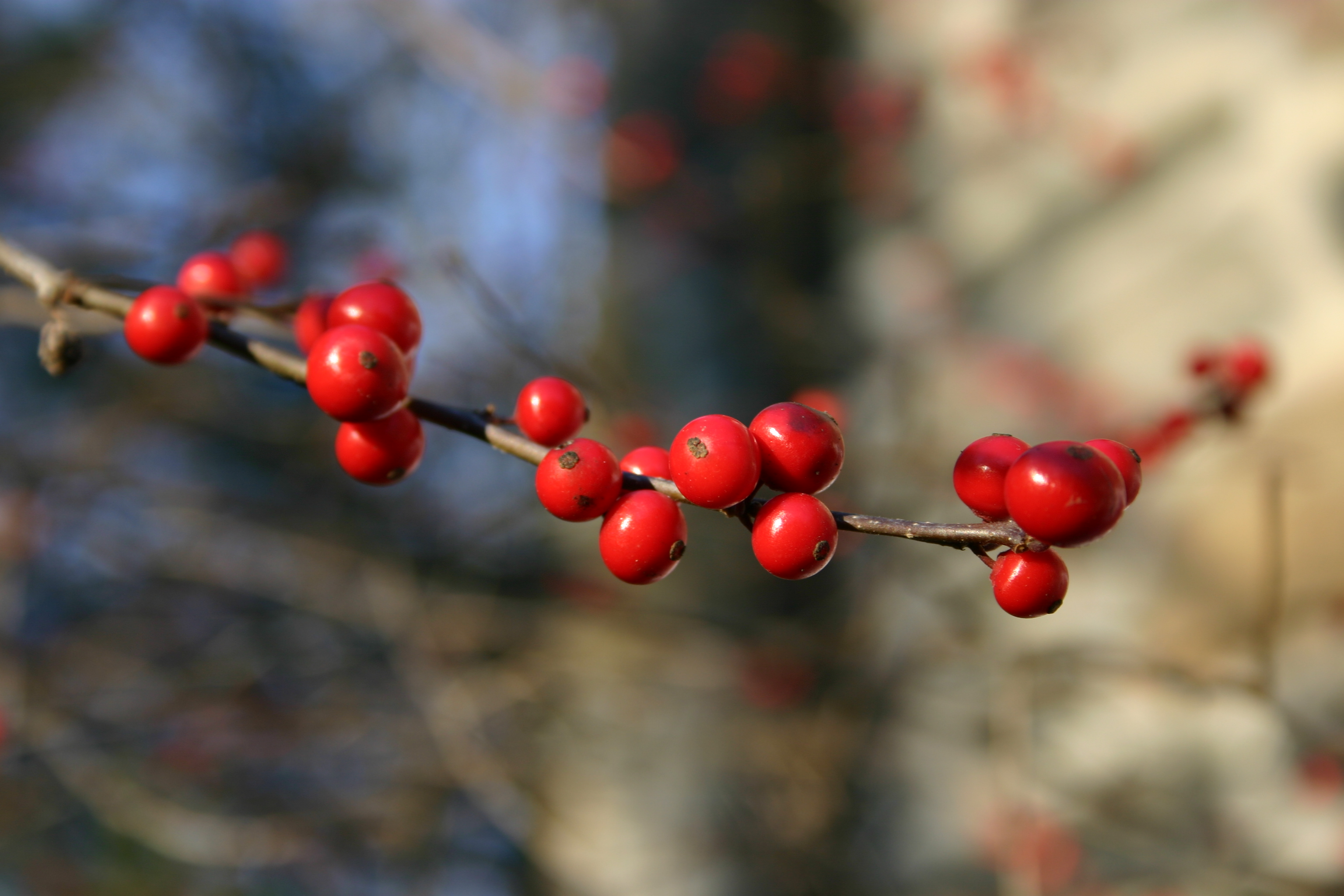
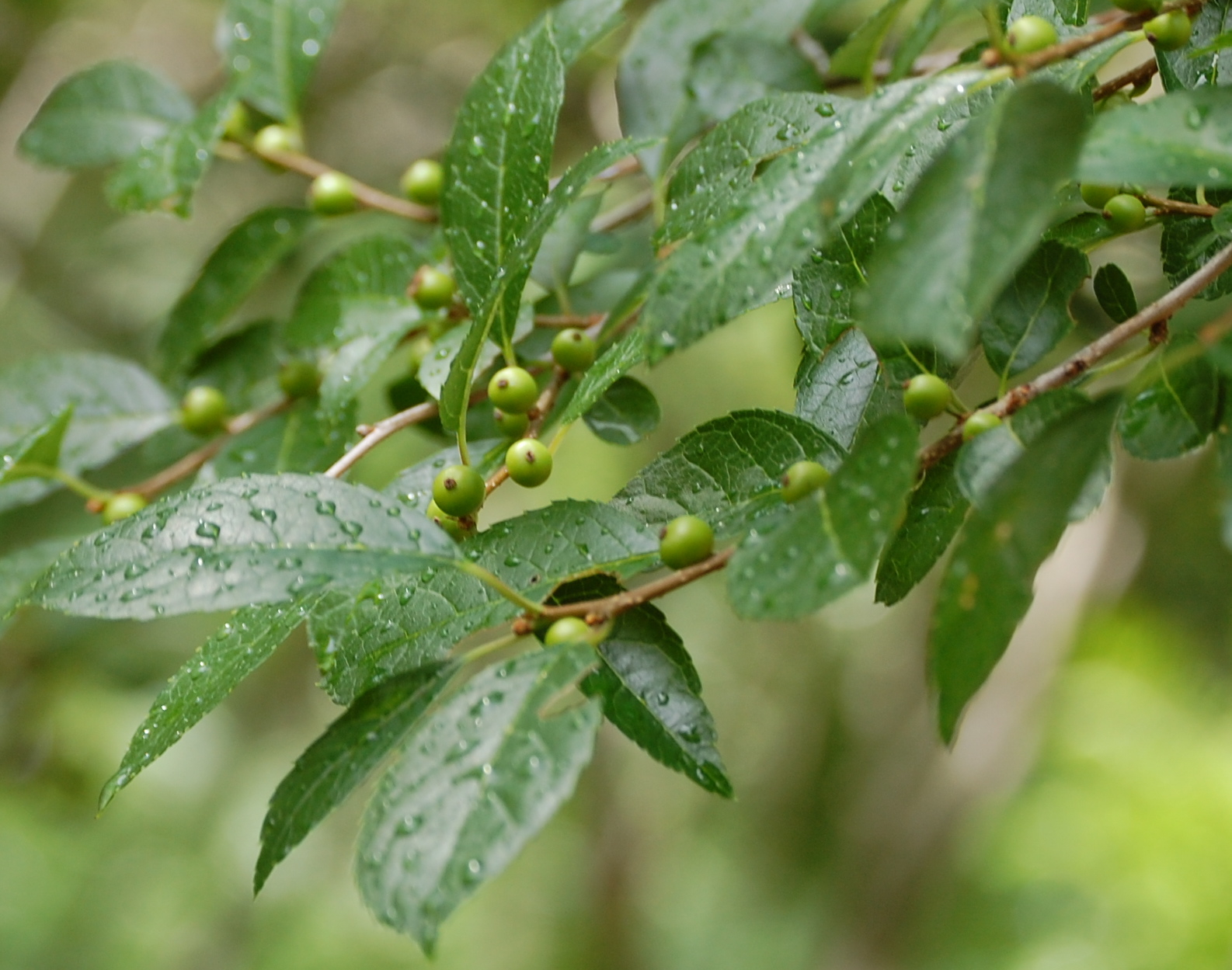
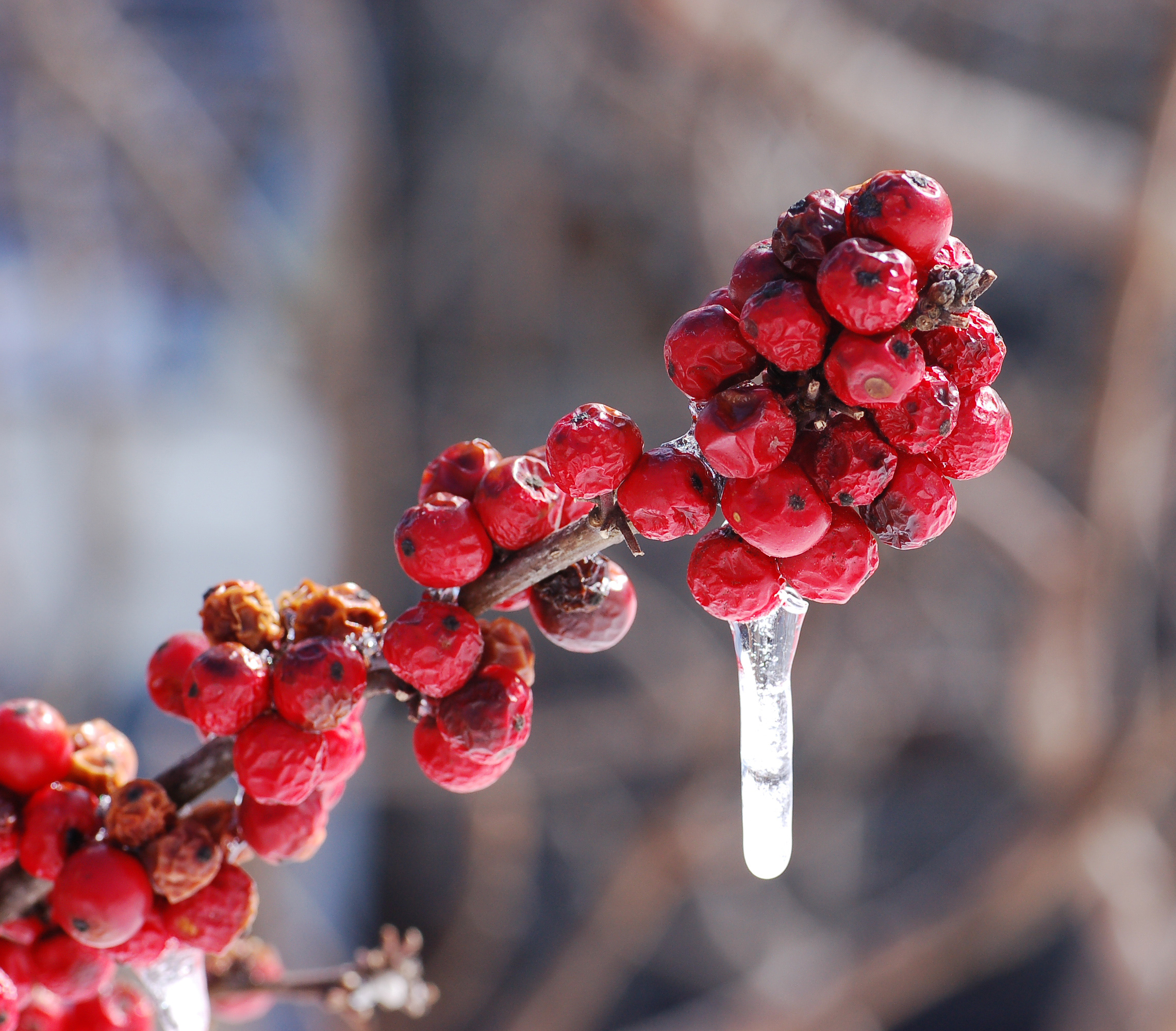
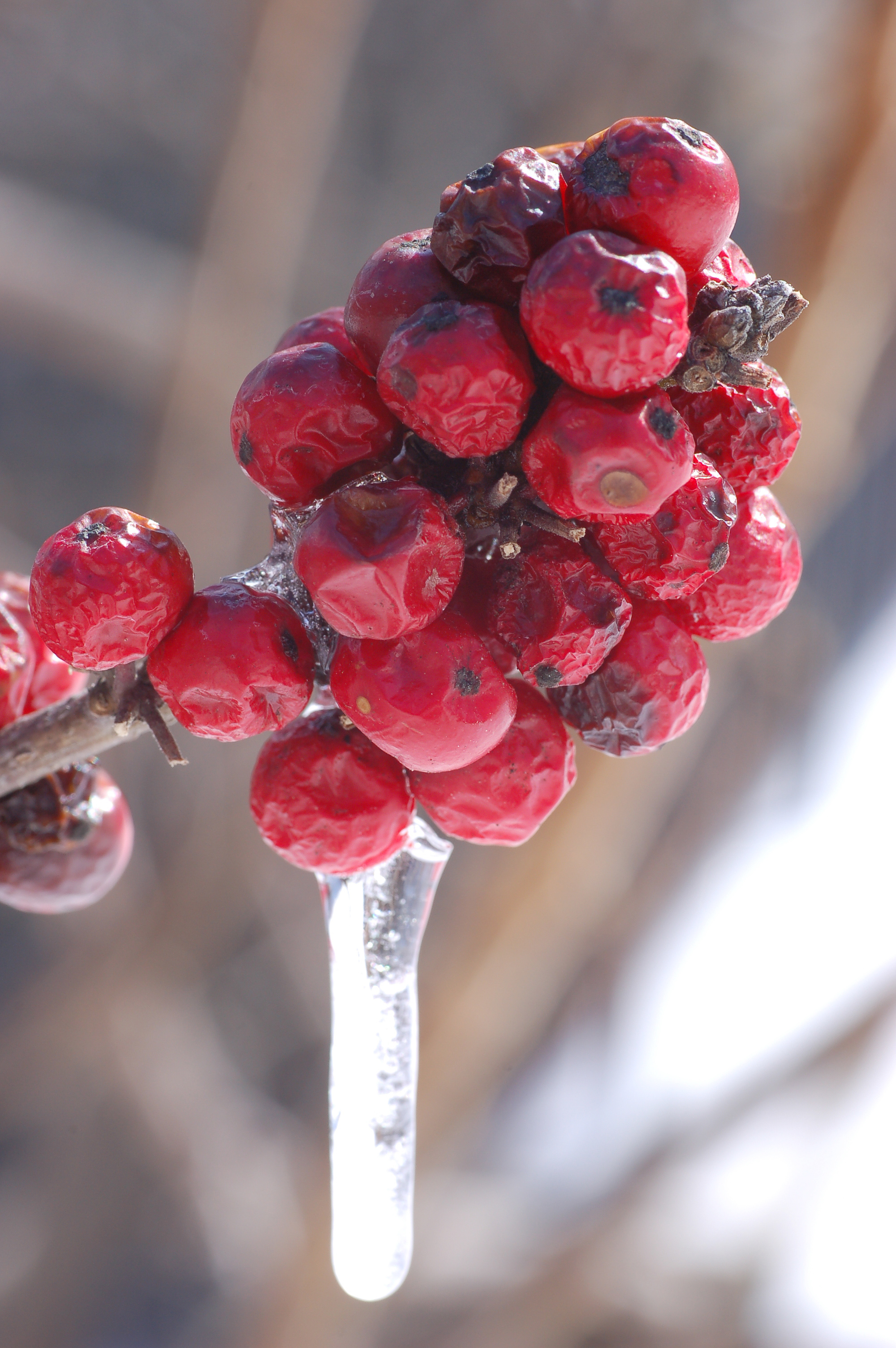